# Жан-Етиен Шампионе
Жан-Етиѐн Вашиѐ Шампионѐ (на френски: Jean-Étienne Vachier Championnet) е френски генерал.
Роден е на 14 април 1762 година във Валанс като извънбрачно дете на виден местен юрист и негова прислужница. Работи като чиновник, докато малко след началото на Френската революция през 1789 година се записва в армията. Прави успешна кариера като офицер, през 1894 година получава генералско звание, проявява се неколкократно през Войната на Първата коалиция. През 1798 година става командващ Римската армия и, разгромявайки през следващата година многократно числено превъзхождащи го австрийски, неаполитански и британски сили, успява да превземе Неапол. Съден за злоупотреба с власт, той е освободен и през 1799 година оглавява последователно Алпийската и Италианската армия, но се оттегля от командването по свое желание.
Жан-Етиен Шампионе умира от тиф на 9 януари 1800 година в Антиб.